# 無条件的加速主義
無条件的加速主義（むじょうけんてきかそくしゅぎ、Unconditional Accelerationism：U/Acc）は、社会を根本的に変容させる可能性を秘めた技術的・社会経済的加速のプロセスを、いかなる人間中心的な目標や介入によっても制御・方向づけされることなく、その自律的なダイナミクスに任せて進行させるべきだとする思想潮流である。この立場は、左派加速主義（L/Acc）や右派加速主義（R/Acc）といった、加速のプロセスを特定の政治的・社会的目的のために利用・方向づけしようとする立場とは対照的である。無条件的加速主義は、加速のプロセス自体が、モダニティの本質的な特徴であり、人間の制御を超えた非人間的な力によって駆動されていると捉える。

## 背景
加速主義の思想は、マルクス主義、ポスト構造主義、サイバネティクスなど、多様な思想的背景を持つ。特に、ジル・ドゥルーズとフェリックス・ガタリの『アンチ・オイディプス』は、加速主義の思想的源泉の一つと見なされている。ドゥルーズとガタリは、資本主義が持つ脱領土化の力を強調し、そのプロセスを加速させることの意義を論じた。しかし、彼らは同時に、資本主義が再領土化の力をも併せ持つことを指摘し、無条件に脱領土化を推進することには慎重な立場を取っていた。
無条件的加速主義の形成には、マーク・フィッシャーとニック・ランドの思想が大きな影響を与えている。
フィッシャーは、「ポスト資本主義の欲望」において、「資本主義は封建制からの失敗した逃走である」と論じ、「脱領土化のプロセスを加速する」ことの重要性を主張した。さらに、彼は左派に対して、「資本主義が欲望を独占しているという思い込みに対抗しなければならない」、「革命の要求と政治的・形式美学的保守主義との間の矛盾に対処しなければならない」、「政治が現在活動している領域が主に技術的であり、その技術が日常生活にますます組み込まれていることを認識しなければならない」という3つの課題を提起した。これらの課題は、U/Accの文脈においても非常に重要な意味を持っている。
ランドは、資本主義を、人間の制御を超えて自己増殖する非人間的なプロセスと捉え、その脱領土化の力が社会を根本的に変容させると論じた。彼は、「脱領土化」を加速主義の最重要概念と位置づけ、技術的特異点の到来を予見し、それが「人間の時代」の終焉をもたらすと主張した。また、彼は新反動主義（NRx）の文脈で「内部指向新反動主義（Inner-NRx)」と「外部指向新反動主義（Outer-NRx)」を区別した。「Inner-NRx」が強固な中心的アイデンティティの確立を目指し、境界を厳格に管理する「保護された状態」をモデルとするのに対し、「Outer-NRx」は、「Exit（脱出）」を第一に掲げ、自身を逃走先の「外部」との関係性によって定義する。また、「Outer-NRx」は「パッチワーク（patchwork）」を構成するものである。「Outer-NRx」にとって、「パッチワーク（patchwork）」（多様な政治体がモザイク状に併存する状態）とは、定住すべき場所ではなく、あくまで選択肢と「外部」への足がかりの集合体である。「Outer-NRx」は、本質的にノマド的であり、常に「外部」への「脱出」の機会をうかがう存在として描かれている。ランドは、「外部」こそが戦略的優位性を確保できる「場」であり、そこに追放されることは、いささかも嘆くべきことではないと主張する。

## 思想

### 反人間中心主義
無条件的加速主義は、人間中心主義的な思考を拒絶し、人間の目的や価値観から独立した非人間的なプロセスの自律性を強調する。彼らは、加速のプロセスを人間の目的のために制御・方向づけすることは不可能であり、そのような試みは加速のダイナミクスを阻害するだけだと考える。

### 反実践（アンチプラクシス）
無条件的加速主義は、人間の実践（プラクシス）が加速のプロセスに与える影響は限定的、あるいは無効化されると考える。彼らは、実践よりも、加速のプロセス自体の全体論的な分析に力点を置く。ヴィンセント・ガートンは、無条件的加速主義を「反実践」（Antipraxis）と特徴づけ、人間の実践が加速のプロセスに及ぼす影響の限定性を指摘している。
「反実践」とは、一般的な意味での「実践の否定」とは異なる。「反実践」は、単に行動しないことや、現状を傍観することを意味するのではない。むしろ、「反実践」とは、加速のプロセスに対するより深い洞察に基づく、戦略的な「非行動」の一形態である。これは、従来の政治的・社会的な実践の枠組みが、加速のプロセスを制御・方向づけする上で無力であるばかりか、むしろそのプロセスに絡め取られ、無効化されてしまうという認識に基づいている。

### 脱領土化
無条件的加速主義は、加速のプロセスが、既存の社会秩序や価値体系を解体する脱領土化（Deterritorialization）の力を持つと捉える。彼らは、この脱領土化の力が、新たな社会関係や存在様式の可能性を開くと考える。この「脱領土化」は、資本主義に内在するプロセスであり、特にジェンダー、国家、時間といった基盤的なカテゴリーを解体する。また、脱領土化は、加速のプロセスが人間の自律的関与を無効化するメカニズムの一つでもある。
「脱領土化」とは、ジル・ドゥルーズとフェリックス・ガタリが『アンチ・オイディプス』や『千のプラトー』で展開した重要な概念であり、U/Accの思想的基盤の一つとなっている。ドゥルーズとガタリによれば、脱領土化とは、既存の領土（テリトリー）から引き剥がされ、コード化された意味や機能のネットワークから解放されるプロセスのことである。ここでいう「領土」とは、単に物理的な空間を指すのではなく、慣習、制度、アイデンティティ、思考様式など、人間存在を規定するあらゆる枠組みを意味する。
ドゥルーズとガタリは、資本主義を、脱領土化と再領土化（deterritorialization）という二重の運動によって特徴づけられるシステムとして捉えた。資本主義は、一方で、封建社会の固定的な身分秩序や、伝統的な共同体の絆を解体する脱領土化の力として作用する。貨幣経済の浸透、市場の拡大、技術革新などは、人々を従来の「領土」から引き剥がし、流動化させる。しかし、他方で、資本主義は、脱領土化された流れを、私的所有、国民国家、核家族といった新たな「領土」へと再領土化することによって、その存続を図る。
U/Accは、ドゥルーズとガタリの議論を、特にその「脱領土化」の側面に力点を置いて展開する。U/Accは、加速のプロセスが、資本主義に内在する脱領土化の力を極限まで押し進め、あらゆる再領土化の試みを無効化すると考える。この絶対的な脱領土化のプロセスを通じて、既存の社会秩序や価値観、思考様式は根底から解体され、新たな可能性の地平が開かれると期待される。
U/Accにおける脱領土化は、単なる破壊や否定のプロセスではない。むしろ、脱領土化とは、新たな「領土」を創造するための、生産的なプロセスとして捉えられている。既存の「領土」から引き剥がされることによって、人間は、それまでとは異なる仕方で、世界と、他者と、そして自分自身と関係を結び直すことを余儀なくされる。この関係の組み換えを通じて、新たな主体性、新たな社会関係、新たな存在様式が生まれる可能性がある。
U/Accは、特に、ジェンダー、国家、時間といった、人間存在を根源的に規定するカテゴリーの脱領土化に関心を寄せる。
- ジェンダーの脱領土化：n1xは、「ジェンダー加速主義」[7]において、資本主義の加速が、従来の二項対立的なジェンダー秩序を解体し、新たなジェンダーの可能性を開くと論じた[5][7]。

- 国家の脱領土化：ニック・ランドは、「パッチワーク」[5]という概念を通じて、国民国家に代わる新たな政治的編成原理の可能性を示唆している[5]。
- 時間の脱領土化：エイミー・アイルランドは、「加速主義の媒体は時間である」[8]と述べ、加速のプロセスが、私たちの時間認識そのものを変容させると論じた[5][8]。

これらのカテゴリーの脱領土化は、人間の自律的関与を無効化するメカニズムとしても作用する。例えば、ジェンダーの脱領土化は、従来のジェンダー・アイデンティティに基づく政治的主体性を解体する。また、国家の脱領土化は、国民国家を基盤とした政治的実践の有効性を掘り崩す。時間の脱領土化は、線形的な時間意識に基づく歴史観や進歩史観を脱臼させる。

### 外部指向
U/Accにおける「外部志向（Outside-Oriented）」とは、既存の社会秩序、価値観、思考様式、さらには人間中心主義的な枠組みそのものから「外部（Outside）」へと脱出しようとする志向性を指す。これは、単に変革や改善を目指すのではなく、現存するシステムの根底にある前提そのものを問い直し、そこから完全に逸脱することを目指す点において、U/Accの最もラディカルな特徴の一つと言える。「外部」は、既知の秩序やカテゴリーによっては捉えきれない、未知なる可能性が開かれる領域として想定されている。
この「外部志向」は、U/Accを理解する上で非常に重要な概念であり、左派加速主義（L/Acc）や右派加速主義（R/Acc）といった他の加速主義の潮流との差異を明確にする上でも鍵となる。L/AccやR/Accが、加速のプロセスを特定の政治的・社会的目的のために利用・方向づけしようとするのに対し、U/Accは、そのような目的合理的な方向づけそのものを問題視し、むしろ加速のプロセスに内在する自律的で非人間的なダイナミクスに身を委ねることによって、「外部」へと至る可能性を探求する。
U/Accは、ランドの「Outer-NRx」の「外部志向」と強く共鳴する。U/Accは、既存のシステムに回収・包摂されない「外部」を確保し、そこに留まり続けること、あるいは、常に「外部」へと向かい続けることを重視する。これは、単に現状への不満や反抗からではなく、加速のプロセスがもたらす根源的な変容の可能性に対する深い洞察に基づいている。
U/Accの「外部志向」は、マーク・フィッシャーが提起した「資本主義リアリズム」（あらゆるオルタナティブが想像不可能なまでに、資本主義が思考の地平を覆い尽くしている状態）に対する、根本的な批判としても理解できる。「資本主義リアリズム」の強固な閉域を打ち破り、思考と実践の新たな可能性を開くためには、既存の枠組みの「外部」へと「脱出」することが不可欠だと考えられる。
ただし、「外部」は、具体的な場所や状態としてあらかじめ定義されているわけではない。むしろ、「外部」とは、加速のプロセスが進行する中で、常に生成し続ける未知の領域として捉えられている。U/Accは、この生成し続ける「外部」へと向かい続けること、すなわち「脱領土化」のプロセスを継続することに、可能性を見出している。

## 無条件的加速主義の思想家

### ヴィンセント・ガートン（Vincent Garton）
ヴィンセント・ガートンは、無条件的加速主義の代表的な論者の一人である。彼は、無条件的加速主義を「反実践」の立場として定式化し、人間の実践が加速のプロセスに与える影響の限定性を強調した。
ガートンは、人間の実践を、加速のプロセスに対する「反応」（Reaction）として捉える。彼は、人間の実践が、加速のプロセスによって引き起こされる変化に適応し、対応するために生じるものであり、加速のプロセス自体を制御・方向づけすることはできないと考える。例えば、労働運動や社会運動といった従来の政治的実践は、加速のプロセスによって絶えず再編成され、その効果を減衰させられてしまう。資本主義は、労働者の抵抗すらも新たな資本蓄積の機会へと転化してしまうからである。
ガートンは、加速のプロセスを、人間の制御を超えた非人間的な力によって駆動されるものと捉える。彼は、このプロセスを「資本蓄積のプロセス」（Process of Capital Accumulation）や「社会の複雑化のプロセス」（Process of Social Complexification）と呼び、それが人間の実践とは無関係に進行すると論じる。
ガートンは、無条件的加速主義の立場から、左派加速主義や右派加速主義を批判する。彼は、これらの立場が、加速のプロセスを人間の目的のために利用・方向づけしようとする点で、人間中心主義的な思考に囚われていると指摘する。

### サイモン・オサリバン（Simon O'Sullivan）
サイモン・オサリバンは、「加速主義の欠落した主体」という問題を提起した。彼は、左派加速主義（L/Acc）と右派加速主義（R/Acc）の双方を批判的に検討し、それらの議論において、加速のプロセスを担い、あるいはそれによって生み出されるはずの「主体」が明確に定義されていないことを指摘する。オサリバンによれば、L/Accは、集団主義的で共産主義的な主体を想定しているように見えるが、その具体的な形成プロセスについては曖昧なままである。一方、R/Accは、加速のプロセスを通じて「人間」が終焉し、非人間的な機械的プロセスが支配的になると主張するが、そのプロセスがどのような帰結をもたらすのかについては、やはり明確な答えを持っていない。
オサリバンは、加速主義が、資本主義の「内部」から生じる新たな主体性の問題を避けて通ることはできないと主張する。彼は、資本主義が、単に抽象的な経済システムとしてだけでなく、人々の情動や欲望を生産し、方向づける「分子」レベルの力としても作用していることを強調する。したがって、資本主義の「外部」を目指すためには、この「分子」レベルにおける主体性の問題を考察することが不可欠だと、オサリバンは論じる。

### n1x
n1xは、「ジェンダー加速主義」を提唱し、脱領土化の具体的な一例として、ジェンダーの解体を論じた。彼女の議論は、U/Accの射程の広さを示す上で重要な意味を持っている。
n1xは、「ジェンダー加速主義：黒論文」において、トランスジェンダー女性としての経験を踏まえつつ、資本主義の加速が、従来の二項対立的なジェンダー秩序を解体し、新たなジェンダーの可能性を開くと論じた。彼女は、アラン・チューリングの「イミテーション・ゲーム」とトランス女性の「パッシング（シスジェンダー女性として受け入れられること）」とのアナロジーから議論を展開する。チューリングが、同性愛者という「外部」の立場から、人間と機械の境界を問う思考実験を提起したように、トランス女性もまた、ジェンダーの境界を撹乱する「外部」の存在として、新たなジェンダーのあり方を提示しているとn1xは主張する。
n1xによれば、ジェンダーとは、本質的には、人間の「外部」にあるものを二項対立的な枠組みに押し込め、その生産的な潜在力を抑圧する「ロジック」である。男性/女性という二項対立は、「外部」を「女性」という劣位のカテゴリーに位置づけ、男尊女卑的な秩序を維持するために機能してきた。しかし、資本主義の加速は、このジェンダーの「ロジック」そのものを解体しつつあるとn1xは論じる。技術の発展は、身体の可塑性を高め、従来のジェンダー・アイデンティティを不安定化させる。また、資本主義は、あらゆるものを商品化し、差異を消費の対象とすることで、ジェンダー間の境界を流動化させる。
n1xは、このジェンダーの脱領土化のプロセスを積極的に加速させることを主張する。彼女にとって、「ジェンダー加速主義」とは、資本主義の加速が生み出す「外部」の力を解放し、ジェンダーからの「脱出」を図る戦略である。これは、単に既存のジェンダー秩序を逆転させたり、新たなジェンダー・アイデンティティを確立したりすることを目指すのではない。むしろ、「ジェンダー加速主義」は、ジェンダーそのものを不要なものとし、人間の可能性をより自由に展開できるような社会の実現を目指している。

### エイミー・アイルランド（Amy Ireland）
エイミー・アイルランドは、U/Accが単に社会構造の変化だけでなく、時間認識の変化、すなわち「新たな時間性」の出現をも視野に入れていることを示した。彼女の議論は、U/Accの持つラディカルな側面を理解する上で重要であり、U/Accはこの時間認識の変化を通じて、既存の秩序や価値観によっては捉えきれない「外部」へと至る道を探求していると言える。
アイルランドは、論文「ポエメメノン」において、「加速主義の媒体は時間である」と述べ、加速のプロセスが私たちの時間認識そのものを変容させると論じた。彼女は、モダニティが、「進歩的、革新的、不可逆的、拡張的」な時間意識に基づいていることを指摘する。モダニティは、前近代的な循環的時間から、未来に向かって直線的に進む時間への移行として捉えられてきた。しかし、アイルランドによれば、モダニティは、実際には、循環的時間の要素を「密輸」し続けてきた。例えば、モダニズム芸術における自己言及性、歴史や経済分析における循環の単位の使用、カレンダーによる時間編成、時間SFにおけるタイムループのモチーフなどは、モダニティが循環的時間から完全に自由ではないことを示している。
アイルランドは、このモダニティの循環的時間への傾斜が、「人間中心主義的なバイアス」と結びついていると論じる。人間の生理学的リズムや、自然の循環的リズムは、人間の時間意識に深く刻み込まれている。モダニティは、こうした循環的な時間から「外部」へと向かおうとしながらも、結局は、人間中心主義的な枠組みに回収されてしまう。
アイルランドは、真に「外部」へと向かうためには、このモダニティの時間意識そのものを脱領土化する必要があると主張する。彼女は、加速のプロセスが、線形時間と循環時間の対立を乗り越え、新たな時間性を生み出す可能性を秘めていると論じる。この新たな時間性とは、人間の経験や歴史の尺度を超えた、「非人間的な時間」と呼ぶべきものである。
彼女の「非人間的な時間」の概念は、U/Accの「外部志向」を、時間という観点から捉え直したものと言える。

## 道教やストア派との関係
ガートンは、無条件的加速主義と道教との親和性についても言及している。彼は、無条件的加速主義における「無為」の概念、すなわち、作為的な意図を持たずに流れに身を任せるという態度は、道教の思想と共鳴すると述べている。道教では、万物は「道」（タオ）と呼ばれる普遍的な原理に従って変化し、人為的な介入はしばしば自然な流れを阻害すると考えられている。無条件的加速主義は、加速のプロセスを人為的に制御・方向づけしようとする試みを退け、その自律的なダイナミクスに委ねる点で、道教の「無為」の思想と類似性を持つ。
また、ガートンは、無条件的加速主義が、西洋哲学におけるストア派の「自然に従って生きる」というモットーとも関連していると指摘する。ただし、ストア派が自然をロゴス（理性）によって秩序づけられたものと捉えるのに対し、無条件的加速主義は、加速のプロセスを、人間の理性を超えた非人間的な力によって駆動されるものと見なす点で異なる。
ガートンはさらに、無条件的加速主義における「無為」の実践は、単なる受動性や無関心ではなく、加速のプロセスに対する深い理解と洞察に基づくものであることを強調する。彼は、加速のプロセスが長期的に人間の実践を無効化する傾向を持つことを認識した上で、あえて作為的な介入を控えるという、一種の「メタ政治的美学」を提示している。

## 批判
無条件的加速主義は、加速のプロセスに対する受動的な傍観を招き、政治的無関心を助長するとの批判がある。しかし、U/Accの立場からすれば、この批判は「人間の実践（プラクシス）が加速のプロセスに与える影響は限定的であり、無効化される」というU/Accの基本的な立場を理解していないもの、と反論される。また、「加速のプロセスを理解することで、新たな思考様式や存在様式が生まれる可能性がある」という、U/Accの持つ希望的な側面と対比させることで、この批判の妥当性を検討することができる。
文筆家の木澤佐登志は、無条件的加速主義に含まれる右派加速主義、特にニック・ランドの思想との類似性、特にその政治的帰結における差異の不明瞭さを指摘し、将来的に両者の区別が困難になる可能性を指摘した。